# Dansk Metal
 For alternative betydninger, se Metal (flertydig). (Se også artikler, som begynder med Metal)
Dansk Metalarbejderforbund eller i daglig tale blot Dansk Metal er et fagforbund, der er medlem af FH og CO-industri. Dansk Metal er fagforening for mennesker, der arbejder med mekanik, teknik, elektronik og informationsteknologi.
Ifølge hjemmesiden danskmetal.dk har Dansk Metal 105.000 medlemmer (uden årstal); heraf er størstedelen beskæftiget på det private arbejdsmarked, mens ca. 6.000 af medlemmerne er ansat i den offentlige sektor.
Forbundets overenskomster er kendetegnende ved minimallønsområdet, som sikrer en mindsteløn som suppleres af resultater af lokale forhandlinger; dette står i modsætning til normallønsområdet, som gælder fx transportarbejdere.
Dansk Metal driver konferencecentret Metalskolen Jørlunde, hvor tillidsrepræsentanter gennemgår kurser og anden oplæring.
Foreningen ejer også en mindre det af Sampension.

## Historie
Dansk Metal blev stiftet som Dansk Smede- og Maskinarbejderforbund i 1888.
Det Centrale Virksomhedsregister registrerede fagforeningen med startdatoen 1. april 1964.
I 1972 ændrede fagforbundet navn til Dansk Metalarbejderforbund.
I 1988 blev dokumentarfilmen Greb om tiden - Metal 100 år produceret til at fortælle om fagforbundets historie.
Dansk Metal blev i 1990'erne kendt for at sponsere Danmarks dame-håndboldhold, Danmarks jernhårde ladies, hvis træner var Ulrik Wilbek.
Tidligere var Dansk Metal medlem af LO, men blev i 2019 medlem af Fagbevægelsens Hovedorganisation (FH).
Siden år 2000 har fusioner været tæt på
I 2001 var Dansk Metal og Dansk El-Forbund tæt på at fusionere. I 2016 afviste NNF fusion med Dansk Metal. I 2021 aftalte Dansk Metal og Dansk Pilotforening at fusionere.

### Medlemstal
I 2012 havde Dansk Metal 116.000 medlemmer ifølge Altomteknik.dk
I 2018 havde Dansk Metal 100.000 medlemmer ifølge Mandag Morgen.
I 2021 har fagforbundet 108.000 medlemmer ifølge Nordicwork.com

### Rækken af formænd
1. Valdemar Olsen (1888 - 1890)
2. Ferdinand Hurop (1890 - 1892)
3. H. P. Hansen (1892 - 1898)
4. Jacob Anton Hansen (1899 - 1926)[26]
5. Johannes Kjærbøl (1926 - 1935)
6. Peter Anders Andersen (1935 - 1944)
7. Hans Rasmussen, Den stærke Smed, (1944 - 1972)[27]
8. Paulus Andersen (1972 - 1978)
9. Georg Poulsen (1978 - 1991)[28]
10. Max Bæhring (1991 - 2003)[29]
11. Thorkild E. Jensen (2003 - 2012)[30]
12. Claus Jensen (2012 - )[31]